# Bezirk Schwaz
Der Bezirk Schwaz ist ein politischer Bezirk des österreichischen Bundeslandes Tirol.
Im Westen grenzt er an den Bezirk Innsbruck-Land, im Osten an die Bezirke Kufstein, Kitzbühel und Zell am See (in Salzburg), im Norden an Bayern (Landkreis Garmisch-Partenkirchen, Landkreis Bad Tölz-Wolfratshausen und Landkreis Miesbach) und im Süden an Südtirol.

## Geografie
Der Bezirk umfasst einen Teil des Unterinntals und das gesamte südwärts abzweigende Zillertal. Von diesem gehen unter anderem das Tuxertal, das Zemmtal und das Gerlostal, das den Bezirk mit dem Salzburger Pinzgau verbindet, aus. Im Norden führt das Achental mit dem Achensee vom Inntal nach Bayern, im Nordwesten liegt mit dem Rißtal eine funktionelle Exklave Österreichs, die nur von Deutschland aus erreichbar ist. An Gebirgen hat er Anteil an den Tuxer Alpen im Westen, Zillertaler Alpen im Süden, den Kitzbüheler Alpen im Osten, dem Karwendel im Nordwesten und dem Rofan im Nordosten. Höchste Erhebung ist der Hochfeiler in den Zillertaler Alpen mit 3510 m Seehöhe, den tiefsten Punkt markiert die Mündung des Zillers in den Inn mit 518 m Seehöhe.

## Wirtschaft und Infrastruktur

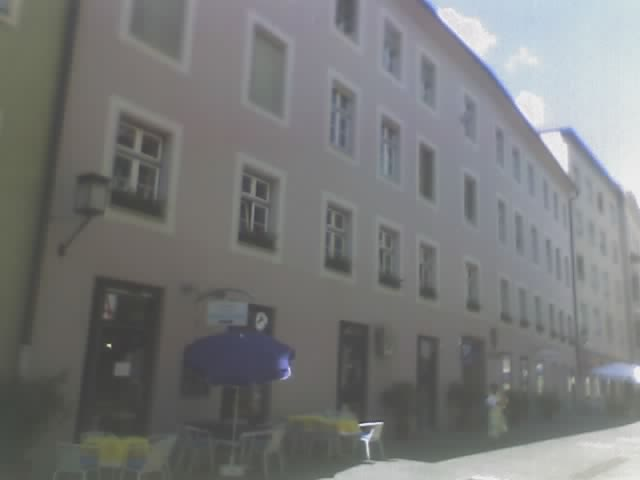
Bezirkshauptmannschaft in Schwaz (Haupteingang in der Franz-Josef-Straße)

Die Wirtschaft des Bezirks ist vor allem durch den Dienstleistungssektor (hauptsächlich Fremdenverkehrsbetriebe und Infrastruktur) geprägt, wichtige touristische Zentren sind das Zillertal, Achenseegebiet und Rofan.
Wichtige Industrie- und Gewerbestandorte sind Schwaz, Jenbach, Kaltenbach, Zell am Ziller und Fügen. Bedeutende Produktionsbetriebe sind in den Bereichen Bauwirtschaft, Maschinenbau und Holzindustrie zu finden.
Es herrscht eine große Dichte an kleinen landwirtschaftlichen Betrieben (hauptsächlich Bergbauern mit überwiegend Viehzucht und Milchwirtschaft, Almwirtschaft, regionale Käsesorten). Die Landwirtschaft leistet einen wichtigen Beitrag zur Landschaftspflege.
Der Bezirk hat einen relativ hohen Anteil an Auspendlern, vor allem in die benachbarten Bezirke Innsbruck-Land und -Stadt und Kufstein.

## Bezirkshauptmänner
- 1993–2016 Karl Mark[1]
- seit 2016 Michael Brandl

## Angehörige Gemeinden
Der Bezirk Schwaz umfasst 39 Gemeinden, darunter eine Stadtgemeinde und vier Marktgemeinden.

Gemeinden des Bezirks Schwaz

Die Einwohnerzahlen stammen vom 1. Jänner 2024.
Regionen in der Tabelle sind Tiroler Planungsverbände (Stand: März 2017)
| Gemeinde            | Lage | Ew     | km²    | Ew / km² | Gerichtsbezirk | Region                           | Typ             | Foto | Metadaten         |
| ------------------- | ---- | ------ | ------ | -------- | -------------- | -------------------------------- | --------------- | ---- | ----------------- |
| Achenkirch          |      | 2.278  | 113,95 | 20       | Schwaz         | 23 - Achental                    | Gemeinde        | ja   | Gem.Kennz.: 70901 |
| Aschau im Zillertal |      | 1.858  | 20,26  | 92       | Zell am Ziller | 25 - Zillertal                   | Gemeinde        | ja   | Gem.Kennz.: 70902 |
| Brandberg           |      | 382    | 156,47 | 2,4      | Zell am Ziller | 25 - Zillertal                   | Gemeinde        | ja   | Gem.Kennz.: 70903 |
| Bruck am Ziller     |      | 1.131  | 6,01   | 188      | Schwaz         | 25 - Zillertal                   | Gemeinde        | ja   | Gem.Kennz.: 70904 |
| Buch in Tirol       |      | 2.605  | 9,48   | 275      | Schwaz         | 24 - Schwaz–Jenbach und Umgebung | Gemeinde        | ja   | Gem.Kennz.: 70905 |
| Eben am Achensee    |      | 3.518  | 196,41 | 18       | Schwaz         | 23 - Achental                    | Gemeinde        | ja   | Gem.Kennz.: 70907 |
| Finkenberg          |      | 1.432  | 171,54 | 8,3      | Zell am Ziller | 25 - Zillertal                   | Gemeinde        | ja   | Gem.Kennz.: 70908 |
| Fügen               |      | 4.317  | 6,64   | 651      | Zell am Ziller | 25 - Zillertal                   | Gemeinde        | ja   | Gem.Kennz.: 70909 |
| Fügenberg           |      | 1.513  | 58,55  | 26       | Zell am Ziller | 25 - Zillertal                   | Gemeinde        | ja   | Gem.Kennz.: 70910 |
| Gallzein            |      | 703    | 10,68  | 66       | Schwaz         | 24 - Schwaz–Jenbach und Umgebung | Gemeinde        | ja   | Gem.Kennz.: 70911 |
| Gerlos              |      | 787    | 118,91 | 6,6      | Zell am Ziller | 25 - Zillertal                   | Gemeinde        | ja   | Gem.Kennz.: 70912 |
| Gerlosberg          |      | 481    | 16,20  | 30       | Zell am Ziller | 25 - Zillertal                   | Gemeinde        | ja   | Gem.Kennz.: 70913 |
| Hainzenberg         |      | 738    | 21,49  | 34       | Zell am Ziller | 25 - Zillertal                   | Gemeinde        | ja   | Gem.Kennz.: 70914 |
| Hart im Zillertal   |      | 1.664  | 35,53  | 47       | Zell am Ziller | 25 - Zillertal                   | Gemeinde        | ja   | Gem.Kennz.: 70915 |
| Hippach             |      | 1.451  | 39,36  | 37       | Zell am Ziller | 25 - Zillertal                   | Gemeinde        | ja   | Gem.Kennz.: 70916 |
| Jenbach             |      | 7.600  | 15,23  | 499      | Schwaz         | 24 - Schwaz–Jenbach und Umgebung | Markt- gemeinde | ja   | Gem.Kennz.: 70917 |
| Kaltenbach          |      | 1.314  | 12,13  | 108      | Zell am Ziller | 25 - Zillertal                   | Gemeinde        | ja   | Gem.Kennz.: 70918 |
| Mayrhofen           |      | 3.975  | 178,79 | 22       | Zell am Ziller | 25 - Zillertal                   | Markt- gemeinde | ja   | Gem.Kennz.: 70920 |
| Pill                |      | 1.269  | 20,93  | 61       | Schwaz         | 24 - Schwaz–Jenbach und Umgebung | Gemeinde        | ja   | Gem.Kennz.: 70921 |
| Ramsau im Zillertal |      | 1.744  | 8,95   | 195      | Zell am Ziller | 25 - Zillertal                   | Gemeinde        | ja   | Gem.Kennz.: 70922 |
| Ried im Zillertal   |      | 1.248  | 9,46   | 132      | Zell am Ziller | 25 - Zillertal                   | Gemeinde        | ja   | Gem.Kennz.: 70923 |
| Rohrberg            |      | 572    | 10,16  | 56       | Zell am Ziller | 25 - Zillertal                   | Gemeinde        | nein | Gem.Kennz.: 70924 |
| Schlitters          |      | 1.571  | 10,36  | 152      | Zell am Ziller | 25 - Zillertal                   | Gemeinde        | ja   | Gem.Kennz.: 70925 |
| Schwaz              |      | 14.394 | 20,21  | 712      | Schwaz         | 24 - Schwaz–Jenbach und Umgebung | Stadt- gemeinde | ja   | Gem.Kennz.: 70926 |
| Schwendau           |      | 1.839  | 17,36  | 106      | Zell am Ziller | 25 - Zillertal                   | Gemeinde        | ja   | Gem.Kennz.: 70927 |
| Stans               |      | 2.243  | 20,06  | 112      | Schwaz         | 24 - Schwaz–Jenbach und Umgebung | Gemeinde        | ja   | Gem.Kennz.: 70928 |
| Steinberg am Rofan  |      | 297    | 68,60  | 4,3      | Schwaz         | 23 - Achental                    | Gemeinde        | ja   | Gem.Kennz.: 70929 |
| Strass im Zillertal |      | 839    | 5,95   | 141      | Schwaz         | 25 - Zillertal                   | Gemeinde        | ja   | Gem.Kennz.: 70930 |
| Stumm               |      | 1.939  | 4,95   | 392      | Zell am Ziller | 25 - Zillertal                   | Gemeinde        | ja   | Gem.Kennz.: 70931 |
| Stummerberg         |      | 865    | 56,74  | 15       | Zell am Ziller | 25 - Zillertal                   | Gemeinde        | ja   | Gem.Kennz.: 70932 |
| Terfens             |      | 2.329  | 15,24  | 153      | Schwaz         | 24 - Schwaz–Jenbach und Umgebung | Gemeinde        | ja   | Gem.Kennz.: 70933 |
| Tux                 |      | 1.927  | 111,15 | 17       | Zell am Ziller | 25 - Zillertal                   | Gemeinde        | ja   | Gem.Kennz.: 70934 |
| Uderns              |      | 1.947  | 6,72   | 290      | Zell am Ziller | 25 - Zillertal                   | Gemeinde        | ja   | Gem.Kennz.: 70935 |
| Vomp                |      | 5.499  | 182,78 | 30       | Schwaz         | 24 - Schwaz–Jenbach und Umgebung | Markt- gemeinde | ja   | Gem.Kennz.: 70936 |
| Weer                |      | 1.786  | 5,61   | 318      | Schwaz         | 24 - Schwaz–Jenbach und Umgebung | Gemeinde        | ja   | Gem.Kennz.: 70937 |
| Weerberg            |      | 2.512  | 55,42  | 45       | Schwaz         | 24 - Schwaz–Jenbach und Umgebung | Gemeinde        | ja   | Gem.Kennz.: 70938 |
| Wiesing             |      | 2.192  | 10,36  | 212      | Schwaz         | 24 - Schwaz–Jenbach und Umgebung | Gemeinde        | ja   | Gem.Kennz.: 70939 |
| Zell am Ziller      |      | 1.757  | 2,43   | 722      | Zell am Ziller | 25 - Zillertal                   | Markt- gemeinde | ja   | Gem.Kennz.: 70940 |
| Zellberg            |      | 658    | 12,13  | 54       | Zell am Ziller | 25 - Zillertal                   | Gemeinde        | ja   | Gem.Kennz.: 70941 |